# Hugo Cuypers
Hugo Cuypers (* 7. Februar 1997 in Lüttich) ist ein belgischer Fußballspieler. Er steht seit 2024 bei Chicago Fire in der Major League Soccer unter Vertrag.

## Karriere

### Verein
Hugo Cuypers, geboren in Lüttich, lebte im wallonischen Fexhe-le-Haut-Clocher, spielte in seiner Jugend aber zunächst in Flandern beim FC De Zwaluw Vechmaal und bei Excelsior Veldwezelt, bevor er über einen Umweg bei CS Visé in die Fußballschule von Standard Lüttich wechselte. Am 3. April 2016 gab er im Alter von 19 Jahren beim 1:0-Auswärtssieg gegen Waasland-Beveren sein Profidebüt in der Division 1A. Es folgte kurz vor Ende der Sommertransferperiode der Saison 2016/17 eine Leihe zum damaligen Drittligisten RFC Seraing und zudem eine Verlängerung des Vertrages bis zum 30. Juni 2019. Für diesen Verein kam Cuypers zu 19 Einsätzen und schoss dabei sechs Tore.
Bevor das Sommertransferfenster der Saison 2017/18 endete, wechselte er nach Griechenland zum Zweitligisten Ergotelis. Schnell erkämpfte sich Hugo Cuypers einen Stammplatz als Mittelstürmer und schoss in 28 Spielen 22 Tore, wobei er gegen Saisonende des Öfteren nicht mehr zum Spieltagskader gehörte. In der Sommertransferperiode der Saison 2019/20 schloss er sich Olympiakos Piräus an, allerdings wurde er kurze Zeit später nach Frankreich an den Zweitligisten AC Ajaccio verliehen. Cuypers spielte 22 Mal und schoss fünf Tore, stand allerdings nicht oft in der Startformation. Nachdem sein Leihvertrag ausgelaufen war, kehrte er in der Saison 2020/21 zu Olympiakos Piräus zurück. Allerdings konnte er sich dort nicht durchsetzen. Er bestritt 10 von 36 möglichen Ligaspielen für Piräus, in denen er ein Tor schoss, sowie vier Pokalspiele mit ebenfalls einem Tor. Piräus wurde in dieser Saison griechischer Meister.
Im Sommer 2021 kehrte Hugo Cuypers nach Belgien zurück und schloss sich dem KV Mechelen an. Obwohl er zwischenzeitlich wegen eines Jochbeinbruches pausieren musste, war er als Mittelstürmer gesetzt und bestritt 34 von 40 möglichen Ligaspielen, in denen er 13 Tore schoss, sowie zwei Pokalspiele. Dank den Leistungen von Cuypers qualifizierte sich der KV Mechelen für die ligainternen Play-offs um die Teilnahme an der Conference League, wo allerdings der vierte und letzte Platz belegt wurde.
Nach nur einem Jahr folgte der Wechsel zur KAA Gent, wo er einen Vertrag für vier Saisons unterschrieb. In der Saison 2022/23 bestritt er 39 von 40 möglichen Ligaspielen für Gent, in denen er 27 Tore schoss. Damit erzielt er den „Goldenen Bullen“ (Auszeichnung für den Torschützenkönig durch Pro League). Dazu kamen drei Pokalspiele, 13 Spiele im Europapokal mit sechs Toren und das verlorene Spiel um den Superpokal. In der nächsten Saison waren es 20 von 25 möglichen Ligaspielen, in denen er sechs Tore schoss, drei Pokalspiele mit einem Tor und elf Spiele im Europapokal mit zehn Toren. Dabei schoss er in sechs Qualifikationsspielen zur Conference League sieben Tore und war damit innerhalb der Qualifikation zur Conference League der erfolgreichste Torschütze.
Anfang Februar 2024 wurde sein Wechsel per Mitte Februar 2024 für eine Ablösesumme von 12 Millionen Euro zu Chicago Fire in die Major League Soccer vereinbart. Sein neuer Vertrag läuft bis Ende 2026 mit der Option der Verlängerung um ein weiteres Jahr.

### Nationalmannschaft
Am 2. März 2016 absolvierte Hugo Cuypers beim 1:1-Unentschieden im Testspiel gegen Dänemark sein erstes Spiel für die U19 der Belgier. Insgesamt absolvierte er vier Partien und schoss ein Tor.

## Erfolge
- Griechischer Meister: 2021

## Auszeichnungen
- Torschützenkönig der belgischen Division 1A: 2023 (27 Tore)
- Torschützenkönig in den Qualifikationsspielen zur Conference League 2023/24: 7 Tore